# Eduardo di Capua
Eduardo di Capua, italijanski skladatelj, pevec in tekstopisec, * 12. marec 1865, Neapelj, Kraljevina Italija, † 3. oktober 1917, Neapelj. 
Di Capua je spisal več napolitanskih pesmi, a svetovno slavo mu je prinesla pesem 'O sole mio (slov. O, sonce moje) na besedilo pesnika Giovannija Capurra iz leta 1898.